# Список астероїдів (26801—26900)
| Назва                              | Тимчасове позначення | Дата відкриття    | Місце відкриття                    | Відкривач                        |
| ---------------------------------- | -------------------- | ----------------- | ---------------------------------- | -------------------------------- |
| (26801) 1981 EC14                  | 1981 EC14            | 1 березня 1981    | Обсерваторія Сайдинг-Спрінг        | Ш. Дж. Бас                       |
| (26802) 1981 EJ24                  | 1981 EJ24            | 7 березня 1981    | Обсерваторія Сайдинг-Спрінг        | Ш. Дж. Бас                       |
| (26803) 1981 ES26                  | 1981 ES26            | 2 березня 1981    | Обсерваторія Сайдинг-Спрінг        | Ш. Дж. Бас                       |
| (26804) 1981 EZ29                  | 1981 EZ29            | 2 березня 1981    | Обсерваторія Сайдинг-Спрінг        | Ш. Дж. Бас                       |
| (26805) 1981 EZ30                  | 1981 EZ30            | 2 березня 1981    | Обсерваторія Сайдинг-Спрінг        | Ш. Дж. Бас                       |
| (26806) 1982 KX1                   | 1982 KX1             | 22 травня 1982    | Обсерваторія Кісо                  | Хірокі Косаї, Кіїтіро Фурукава   |
| (26807) 1982 RK1                   | 1982 RK1             | 14 вересня 1982   | Обсерваторія Клеть                 | Антонін Мркос                    |
| (26808) 1982 VB4                   | 1982 VB4             | 14 листопада 1982 | Обсерваторія Кісо                  | Хірокі Косаї, Кіїтіро Фурукава   |
| (26809) 1984 QU                    | 1984 QU              | 24 серпня 1984    | Гарвардська обсерваторія           | Обсерваторія Ок-Ридж             |
| (26810) 1985 CL2                   | 1985 CL2             | 14 лютого 1985    | Обсерваторія Ла-Сілья              | Анрі Дебеонь                     |
| (26811) 1985 QP                    | 1985 QP              | 22 серпня 1985    | Станція Андерсон-Меса              | Едвард Бовелл                    |
| (26812) 1985 RQ2                   | 1985 RQ2             | 4 вересня 1985    | Обсерваторія Ла-Сілья              | Анрі Дебеонь                     |
| (26813) 1985 RN3                   | 1985 RN3             | 7 вересня 1985    | Обсерваторія Ла-Сілья              | Анрі Дебеонь                     |
| (26814) 1986 GZ                    | 1986 GZ              | 9 квітня 1986     | Обсерваторія Кітт-Пік              | Spacewatch                       |
| (26815) 1986 QR1                   | 1986 QR1             | 27 серпня 1986    | Обсерваторія Ла-Сілья              | Анрі Дебеонь                     |
| (26816) 1986 TS                    | 1986 TS              | 4 жовтня 1986     | Обсерваторія Брорфельде            | Поуль Єнсен                      |
| (26817) 1987 QB                    | 1987 QB              | 25 серпня 1987    | Паломарська обсерваторія           | Стефен Сінґер-Брюстер            |
| (26818) 1987 QM                    | 1987 QM              | 25 серпня 1987    | Паломарська обсерваторія           | Стефен Сінґер-Брюстер            |
| (26819) 1987 QH7                   | 1987 QH7             | 23 серпня 1987    | Паломарська обсерваторія           | Е. Гелін                         |
| (26820) 1987 SR9                   | 1987 SR9             | 20 вересня 1987   | Смолян                             | Ерік Вальтер Ельст               |
| 26821 Баєр (Baehr)                 | 1988 FM1             | 17 березня 1988   | Обсерваторія Карла Шварцшильда     | Ф. Бернґен                       |
| (26822) 1988 RG13                  | 1988 RG13            | 14 вересня 1988   | Обсерваторія Серро Тололо          | Ш. Дж. Бас                       |
| (26823) 1988 SS2                   | 1988 SS2             | 16 вересня 1988   | Обсерваторія Серро Тололо          | Ш. Дж. Бас                       |
| (26824) 1988 TW1                   | 1988 TW1             | 13 жовтня 1988    | Обсерваторія Кушіро                | Сейджі Уеда, Хіроші Канеда       |
| (26825) 1989 SB14                  | 1989 SB14            | 26 вересня 1989   | Обсерваторія Калар-Альто           | Дж. Баур, Курт Біркл             |
| (26826) 1989 TQ7                   | 1989 TQ7             | 7 жовтня 1989     | Обсерваторія Ла-Сілья              | Ерік Вальтер Ельст               |
| (26827) 1989 UW5                   | 1989 UW5             | 30 жовтня 1989    | Обсерваторія Серро Тололо          | Ш. Дж. Бас                       |
| (26828) 1989 WZ1                   | 1989 WZ1             | 29 листопада 1989 | Обсерваторія Кітамі                | Кін Ендате, Кадзуро Ватанабе     |
| 26829 Сакайхойкуен (Sakaihoikuen)  | 1989 WN2             | 30 листопада 1989 | Обсерваторія Яцуґатаке-Кобутізава  | Йошіо Кушіда, Масару Іноуе       |
| (26830) 1990 BB                    | 1990 BB              | 17 січня 1990     | Тойота                             | Кендзо Судзукі, Такеші Урата     |
| (26831) 1990 OC5                   | 1990 OC5             | 27 липня 1990     | Паломарська обсерваторія           | Генрі Гольт                      |
| (26832) 1990 QT6                   | 1990 QT6             | 20 серпня 1990    | Обсерваторія Ла-Сілья              | Ерік Вальтер Ельст               |
| (26833) 1990 RE                    | 1990 RE              | 14 вересня 1990   | Паломарська обсерваторія           | Генрі Гольт                      |
| (26834) 1990 RM9                   | 1990 RM9             | 14 вересня 1990   | Паломарська обсерваторія           | Генрі Гольт                      |
| (26835) 1990 SH13                  | 1990 SH13            | 23 вересня 1990   | Обсерваторія Ла-Сілья              | Анрі Дебеонь                     |
| (26836) 1991 PA6                   | 1991 PA6             | 6 серпня 1991     | Обсерваторія Ла-Сілья              | Ерік Вальтер Ельст               |
| (26837) 1991 RF1                   | 1991 RF1             | 7 вересня 1991    | Обсерваторія Ґейсей                | Тсутому Секі                     |
| (26838) 1991 RC9                   | 1991 RC9             | 11 вересня 1991   | Паломарська обсерваторія           | Генрі Гольт                      |
| (26839) 1991 RC10                  | 1991 RC10            | 12 вересня 1991   | Паломарська обсерваторія           | Генрі Гольт                      |
| (26840) 1991 RP12                  | 1991 RP12            | 4 вересня 1991    | Обсерваторія Ла-Сілья              | Ерік Вальтер Ельст               |
| (26841) 1991 TY1                   | 1991 TY1             | 10 жовтня 1991    | Паломарська обсерваторія           | Джеффрі Алу                      |
| 26842 Гіфеле (Hefele)              | 1991 TK6             | 2 жовтня 1991     | Обсерваторія Карла Шварцшильда     | Лутц Шмадель, Ф. Бернґен         |
| (26843) 1991 UK1                   | 1991 UK1             | 28 жовтня 1991    | Обсерваторія Кушіро                | Сейджі Уеда, Хіроші Канеда       |
| (26844) 1991 VA4                   | 1991 VA4             | 12 листопада 1991 | Обсерваторія Кійосато              | Сатору Отомо                     |
| (26845) 1992 AG                    | 1992 AG              | 1 січня 1992      | Окутама                            | Цуному Хіокі, Шудзі Хаякава      |
| (26846) 1992 CG3                   | 1992 CG3             | 2 лютого 1992     | Обсерваторія Ла-Сілья              | Ерік Вальтер Ельст               |
| (26847) 1992 DG                    | 1992 DG              | 25 лютого 1992    | Обсерваторія Кушіро                | Сейджі Уеда, Хіроші Канеда       |
| (26848) 1992 DB8                   | 1992 DB8             | 29 лютого 1992    | Обсерваторія Ла-Сілья              | UESAC                            |
| (26849) 1992 HD4                   | 1992 HD4             | 23 квітня 1992    | Обсерваторія Ла-Сілья              | Ерік Вальтер Ельст               |
| (26850) 1992 JL                    | 1992 JL              | 1 травня 1992     | Паломарська обсерваторія           | Кеннет Лоренс, Перрі Роуз        |
| 26851 Сарапул (Sarapul)            | 1992 OV5             | 30 липня 1992     | Обсерваторія Ла-Сілья              | Ерік Вальтер Ельст               |
| (26852) 1992 UK2                   | 1992 UK2             | 19 жовтня 1992    | Обсерваторія Кітамі                | Кін Ендате, Кадзуро Ватанабе     |
| (26853) 1992 UQ2                   | 1992 UQ2             | 20 жовтня 1992    | Паломарська обсерваторія           | Генрі Гольт                      |
| (26854) 1992 WB                    | 1992 WB              | 16 листопада 1992 | Обсерваторія Кушіро                | Сейджі Уеда, Хіроші Канеда       |
| (26855) 1992 WN1                   | 1992 WN1             | 17 листопада 1992 | Обсерваторія Кітамі                | Кін Ендате, Кадзуро Ватанабе     |
| (26856) 1993 BT14                  | 1993 BT14            | 23 січня 1993     | Обсерваторія Ла-Сілья              | Ерік Вальтер Ельст               |
| (26857) 1993 DN1                   | 1993 DN1             | 19 лютого 1993    | Обсерваторія Верхнього Провансу    | Ерік Вальтер Ельст               |
| 26858 Містерроджерс (Misterrogers) | 1993 FR              | 21 березня 1993   | Паломарська обсерваторія           | Е. Гелін                         |
| (26859) 1993 FM8                   | 1993 FM8             | 17 березня 1993   | Обсерваторія Ла-Сілья              | UESAC                            |
| (26860) 1993 FX16                  | 1993 FX16            | 19 березня 1993   | Обсерваторія Ла-Сілья              | UESAC                            |
| (26861) 1993 FO20                  | 1993 FO20            | 19 березня 1993   | Обсерваторія Ла-Сілья              | UESAC                            |
| (26862) 1993 FE22                  | 1993 FE22            | 21 березня 1993   | Обсерваторія Ла-Сілья              | UESAC                            |
| (26863) 1993 FO22                  | 1993 FO22            | 21 березня 1993   | Обсерваторія Ла-Сілья              | UESAC                            |
| (26864) 1993 FT24                  | 1993 FT24            | 21 березня 1993   | Обсерваторія Ла-Сілья              | UESAC                            |
| (26865) 1993 FX29                  | 1993 FX29            | 21 березня 1993   | Обсерваторія Ла-Сілья              | UESAC                            |
| (26866) 1993 FW41                  | 1993 FW41            | 19 березня 1993   | Обсерваторія Ла-Сілья              | UESAC                            |
| (26867) 1993 GK1                   | 1993 GK1             | 12 квітня 1993    | Обсерваторія Ла-Сілья              | Анрі Дебеонь                     |
| (26868) 1993 RS3                   | 1993 RS3             | 12 вересня 1993   | Паломарська обсерваторія           | PCAS                             |
| (26869) 1993 SR6                   | 1993 SR6             | 17 вересня 1993   | Обсерваторія Ла-Сілья              | Ерік Вальтер Ельст               |
| (26870) 1993 TP28                  | 1993 TP28            | 9 жовтня 1993     | Обсерваторія Ла-Сілья              | Ерік Вальтер Ельст               |
| (26871) 1993 TB38                  | 1993 TB38            | 9 жовтня 1993     | Обсерваторія Ла-Сілья              | Ерік Вальтер Ельст               |
| (26872) 1993 YR                    | 1993 YR              | 18 грудня 1993    | Обсерваторія Наті-Кацуура          | Йошісада Шімідзу, Такеші Урата   |
| (26873) 1994 AP7                   | 1994 AP7             | 7 січня 1994      | Обсерваторія Кітт-Пік              | Spacewatch                       |
| (26874) 1994 AN9                   | 1994 AN9             | 8 січня 1994      | Обсерваторія Кітт-Пік              | Spacewatch                       |
| (26875) 1994 AF10                  | 1994 AF10            | 8 січня 1994      | Обсерваторія Кітт-Пік              | Spacewatch                       |
| (26876) 1994 CR14                  | 1994 CR14            | 8 лютого 1994     | Обсерваторія Ла-Сілья              | Ерік Вальтер Ельст               |
| (26877) 1994 ED6                   | 1994 ED6             | 9 березня 1994    | Коссоль                            | Ерік Вальтер Ельст               |
| (26878) 1994 EY6                   | 1994 EY6             | 9 березня 1994    | Коссоль                            | Ерік Вальтер Ельст               |
| 26879 Haines                       | 1994 NL2             | 9 липня 1994      | Паломарська обсерваторія           | Керолін Шумейкер, Юджин Шумейкер |
| (26880) 1994 PK8                   | 1994 PK8             | 10 серпня 1994    | Обсерваторія Ла-Сілья              | Ерік Вальтер Ельст               |
| (26881) 1994 PF11                  | 1994 PF11            | 10 серпня 1994    | Обсерваторія Ла-Сілья              | Ерік Вальтер Ельст               |
| (26882) 1994 PY21                  | 1994 PY21            | 12 серпня 1994    | Обсерваторія Ла-Сілья              | Ерік Вальтер Ельст               |
| (26883) 1994 PR22                  | 1994 PR22            | 12 серпня 1994    | Обсерваторія Ла-Сілья              | Ерік Вальтер Ельст               |
| (26884) 1994 RX4                   | 1994 RX4             | 5 вересня 1994    | Обсерваторія Кітт-Пік              | Spacewatch                       |
| (26885) 1994 RN12                  | 1994 RN12            | 3 вересня 1994    | Паломарська обсерваторія           | Е. Гелін                         |
| (26886) 1994 TJ2                   | 1994 TJ2             | 2 жовтня 1994     | Обсерваторія Кітамі                | Кін Ендате, Кадзуро Ватанабе     |
| 26887 Токіоджайнтс (Tokyogiants)   | 1994 TO15            | 14 жовтня 1994    | Обсерваторія Кісо                  | І. Сато, Хіроші Аракі            |
| (26888) 1994 XH                    | 1994 XH              | 3 грудня 1994     | Обсерваторія Оїдзумі               | Такао Кобаяші                    |
| (26889) 1995 BM1                   | 1995 BM1             | 23 січня 1995     | Обсерваторія Оїдзумі               | Такао Кобаяші                    |
| (26890) 1995 BC4                   | 1995 BC4             | 27 січня 1995     | Обсерваторія Наті-Кацуура          | Йошісада Шімідзу, Такеші Урата   |
| 26891 Джонбатлер (Johnbutler)      | 1995 CC2             | 7 лютого 1995     | Обсерваторія Сайдинг-Спрінг        | Девід Ашер                       |
| (26892) 1995 FZ3                   | 1995 FZ3             | 23 березня 1995   | Обсерваторія Кітт-Пік              | Spacewatch                       |
| (26893) 1995 FH15                  | 1995 FH15            | 27 березня 1995   | Обсерваторія Кітт-Пік              | Spacewatch                       |
| (26894) 1995 KN1                   | 1995 KN1             | 29 травня 1995    | Обсерваторія Санта-Лючія Стронконе | Антоніо Ваньоцці                 |
| (26895) 1995 MC                    | 1995 MC              | 23 червня 1995    | Обсерваторія Сайдинг-Спрінг        | Ґордон Ґаррард                   |
| 26896 Йозефхудес (Josefhudec)      | 1995 OY              | 29 липня 1995     | Обсерваторія Ондржейов             | Петр Правец                      |
| (26897) 1995 PJ                    | 1995 PJ              | 5 серпня 1995     | Обсерваторія Ондржейов             | Ленка Коткова                    |
| (26898) 1995 SK51                  | 1995 SK51            | 26 вересня 1995   | Обсерваторія Кітт-Пік              | Spacewatch                       |
| (26899) 1995 UQ3                   | 1995 UQ3             | 20 жовтня 1995    | Обсерваторія Оїдзумі               | Такао Кобаяші                    |
| (26900) 1995 WU5                   | 1995 WU5             | 23 листопада 1995 | Фарра-д'Ізонцо                     | Фарра-д'Ізонцо                   |

| ← Астероїди 20001—30000 → |             |             |             |             |             |             |             |             |             |
| 20001—20100               | 21001—21100 | 22001—22100 | 23001—23100 | 24001—24100 | 25001—25100 | 26001—26100 | 27001—27100 | 28001—28100 | 29001—29100 |
| 20101—20200               | 21101—21200 | 22101—22200 | 23101—23200 | 24101—24200 | 25101—25200 | 26101—26200 | 27101—27200 | 28101—28200 | 29101—29200 |
| 20201—20300               | 21201—21300 | 22201—22300 | 23201—23300 | 24201—24300 | 25201—25300 | 26201—26300 | 27201—27300 | 28201—28300 | 29201—29300 |
| 20301—20400               | 21301—21400 | 22301—22400 | 23301—23400 | 24301—24400 | 25301—25400 | 26301—26400 | 27301—27400 | 28301—28400 | 29301—29400 |
| 20401—20500               | 21401—21500 | 22401—22500 | 23401—23500 | 24401—24500 | 25401—25500 | 26401—26500 | 27401—27500 | 28401—28500 | 29401—29500 |
| 20501—20600               | 21501—21600 | 22501—22600 | 23501—23600 | 24501—24600 | 25501—25600 | 26501—26600 | 27501—27600 | 28501—28600 | 29501—29600 |
| 20601—20700               | 21601—21700 | 22601—22700 | 23601—23700 | 24601—24700 | 25601—25700 | 26601—26700 | 27601—27700 | 28601—28700 | 29601—29700 |
| 20701—20800               | 21701—21800 | 22701—22800 | 23701—23800 | 24701—24800 | 25701—25800 | 26701—26800 | 27701—27800 | 28701—28800 | 29701—29800 |
| 20801—20900               | 21801—21900 | 22801—22900 | 23801—23900 | 24801—24900 | 25801—25900 | 26801—26900 | 27801—27900 | 28801—28900 | 29801—29900 |
| 20901—21000               | 21901—22000 | 22901—23000 | 23901—24000 | 24901—25000 | 25901—26000 | 26901—27000 | 27901—28000 | 28901—29000 | 29901—30000 |